# 탁구 월드컵
탁구 월드컵 또는 테이블 테니스 월드컵(Table Tennis World Cup)은 1980년부터 매년 개최되어 왔다. 1996년 여자 단식, 1990년 단체전이 시작되기 전까지는 남자 단식만 있었다. 이 대회는 국제 탁구 연맹(ITTF)의 승인을 받았다.
2021년부터 2023년까지는 대회가 중단되었다. 2021년에는 WTT의 시즌 마지막 챔피언십인 새로운 WTT 컵 파이널이 시작되었다. WTT는 WTT 컵 파이널 우승자에게 2021년 3월에 열리는 권위 있는 ITTF 월드컵 트로피를 수여한다고 발표했지만, 첫 대회부터 우승자에게는 WTT 컵 파이널 트로피가 수여되었다. 2023년부터는 대회 명칭이 WTT 파이널로 변경되어 순수한 시즌 마지막 대회가 되었다.
ITTF 월드컵은 2023년 청두에서 혁신적인 혼성 팀 형식으로 돌아왔고, ITTF 싱글 월드컵은 2024년 중국 마카오에서 돌아왔다.